# Orchestre national philharmonique de Russie
L’Orchestre national philharmonique de Russie (ONPR) a été fondé en 2003 par le Ministère russe de la Culture et se compose de membres issus des plus grandes formations orchestrales russes, ainsi que de jeunes musiciens. Au cours de ses vingt années d’existence, l’Orchestre national philharmonique de Russie est devenu un orchestre symphonique majeur en Russie, tant du point de vue critique que public.
L’orchestre s'est donné pour objectif de promouvoir l’héritage musical et la tradition incarnés par trois chefs d’orchestre russes : Ievgueni Mravinski, Kirill Kondrachine et Ievgueni Svetlanov. Dans cet esprit, l'orchestre a développé un style à part, faisant la jonction entre  tradition musicale russe et nouvelles technologies.
L’Orchestre national philharmonique de Russie s’est également donné pour objectif de promouvoir de jeunes talents et de leur donner des moyens d'expression. Au cours de la saison 2004-2005, l'orchestre a réuni un groupe d'apprentis chefs. Les meilleurs d'entre eux ont eu l'occasion de faire leurs débuts avec l'orchestre à la Maison de la Musique de Moscou et à la salle de concert Tchaïkovsky.

## Direction
Vladimir Spivakov, violoniste et chef d'orchestre, dirige l'Orchestre national philharmonique de Russie depuis sa formation. James Conlon, Krzysztof Penderecki, Vladimir Ashkenazy, Alexander Lazarre, Otto Tausk, Alexandre Vedernikov, Jukka-Pekka Saraste, Jan Latham-Koenig, John Nelson et Michel Plasson figurent parmi les chefs d'orchestre invités de l'orchestre.

## Collaborations artistiques
Ces dernières années, l’Orchestre national philharmonique de Russie a joué avec de nombreux solistes de notoriété mondiale, tels que Jessye Norman, Plácido Domingo, José Carreras, Dame Kiri Te Kanawa, Dmitri Hvorostovsky, Maria Guleghina, Juan Diego Flórez, Matthias Goerne, Waltraud Meier, Ferruccio Furlanetto, Ramón Vargas, Violeta Urmana et Anna Netrebko, les violonistes Gidon Kremer, Gil Shaham et Hilary Hahn, la violoncelliste Natalia Gutman et les pianistes Arcadi Volodos, Boris Berezovsky et Barry Douglas. Parmi les solistes avec lesquels l'orchestre collabore régulièrement figurent Denis Matsouïev, Nikolaï Louganski, Nikolai Tokarev et la soprano Albina Chaguimouratova.

## Répertoire
Le répertoire de l’Orchestre national philharmonique de Russie s'étend de la musique ancienne aux créations contemporaines. L’orchestre a participé à divers projets musicaux originaux, à des premières mondiales, ainsi qu’à des cycles de concerts. Chaque saison, l’Orchestre national philharmonique de Russie se produit au Festival international de Colmar,,. Il a également effectué des tournées en Russie, en Ukraine et dans les Pays baltes, ainsi qu'en Europe, aux États-Unis et au Japon.

## Enregistrements
En 2005, l’orchestre a publié un CD et un DVD (Capriccio) des Yellow Stars d’Isaac Schwartz, sous la direction de Vladimir Spivakov, à qui le compositeur a dédié l'œuvre. Sony a enregistré un certain nombre de CD d'œuvres de Tchaïkovsky, Rachmaninov, Rimski-Korsakov, Grieg et d'autres entre 2010 et 2016. De 2015 à 2017, l'orchestre a également enregistré plusieurs enregistrements de musique russe pour le label sonore spécial Spivakov.

## Concerts
En mars 2019, l’Orchestre national philharmonique de Russie se produit en tournée européenne en France (Paris à la Seine musicale, le 23 mars), ainsi qu’à Amsterdam, Londres et Bruxelles.